# Pediobius cydiae
Pediobius cydiae är en stekelart som beskrevs av Muhammad Sharif Khan 1996. Pediobius cydiae ingår i släktet Pediobius och familjen finglanssteklar. Inga underarter finns listade i Catalogue of Life.